# Philippe Huttenlocher
Philippe Huttenlocher (Neuchâtel, 29 de novembro de 1942) é um barítono, professor e maestro suíço.
Seus primeiros estudos musicais começaram na infância, estudando violino e formando-se no Conservatório de Neuchâtel, mas impressionado pelas apresentações de óperas de Mozart que ouviu ao longo da temporada do Ano Mozart de 1956 em La Grange, ao chegar aos 17 anos decidiu se direcionar para o canto, estudando com Juliette Bise no Conservatório de Freiburg e graduando-se com distinção. Também estuou para ser professor de canto na Musikhochschule em Saarbrücken. Suas primeiras apresentações ocorreram com o Ensemble Vocal de Lausanne, dirigido por Michel Corboz. Na década de 1970 participou de vários concertos regidos por Helmuth Rilling e Jean-François Paillard. Em 1975 desempenhou o papel principal na ópera Orfeo de Monteverdi, em uma aclamada temporada dedicada a obras de Monteverdi levada a cabo na Ópera de Zurique, sob a regência Nikolaus Harnoncourt e cenografia de Jean-Pierre Ponelle. As apresentações lhe valeram o convite para atuar na Paixão segundo São João de Bach em Buenos Aires e nos Estados Unidos. Em 1985 cantou no oratório L'Enfance du Christ de Berlioz, regido por Yehudi Menuhin com a Filarmônica de Berlim. A partir de 1990 iniciou uma colaboração regular com Marc Minkowski e os Musiciens du Louvre. Estreou diversas obras de compositores contemporâneos e iniciou sua carreira de regente dirigindo o grupo coral Da Camera de Neuchâtel, conduzindo obras importantes como O Messias de Haendel e As Estações de Haydn. Tem dado master classes em muitas cidades da Europa, Ásia e América, e fez muitas gravações. Foi membro do juri do Concurso Internacional de Canto de Genebra em 2011.
Sua fama repousa principalmente em suas interpretações de obras de Bach. É considerado um dos principais barítonos suíços de sua geração. Ganhou o primeiro prêmio no Concurso Internacional de Canto de Bratislava, foi duas vezes indicado para receber o prêmio Grammy, e participou da gravação do oratório San Giovanni Battista de Stradella com Marc Minkowski, contemplada com o Prêmio Gramophone.